# Брауне, Вернер
Карл Рудольф Вернер Брауне (нем. Karl Rudolf Werner Braune; 11 апреля 1909, Мерштедт, Германская империя — 7 июня 1951, Ландсбергская тюрьма) — немецкий военный преступник, оберштурмбаннфюрер СС, командир зондеркоманды 11b в составе айнзацгруппы D, которая участвовала в уничтожении евреев на оккупированных территориях южной Украины и Крыма. В 1948 году на процессе по делу об айнзацгруппах был приговорён к смертной казни и в 1951 году повешен.

## Биография
Вернер Брауне родился 11 апреля 1909 года в семье торгового служащего. Посещал гимназию и в 1929 году сдал экзамены на аттестат зрелости. До 1932 года изучал юриспруденцию в университететах Йены, Бонна и Мюнхена. В 1933 году в Йене получил докторскую степень по гражданскому праву. 1 июля 1931 года, ещё будучи студентом, Брауне вступил в НСДАП (билет № 581277).
В ноябре 1931 года был зачислен в Штурмовые отряды (СА). В ноябре 1934 года был принят в ряды СС (№ 107364) и начал служить в аппарате службы безопасности (СД). В 1936 году стал сотрудником гестапо. В 1938 году стал заместителем начальника гестапо в Мюнстере. В 1940 году стал шефом гестапо в Кобленце, потом начальником отделения государственной полиции в Везермюнде, а с мая 1941 года был руководителем гестапо в Галле.
С октября 1941 года и до начала сентября 1942 года был начальником зондеркоманды 11b в составе айнзацгруппы D. Под командованием Брауне состоялось массовое убийство в Симферополе в Крыму. С 11 по 13 декабря 1941 года зондеркоманда уничтожила 14 300 евреев в Симферополе. В сентябре 1942 года Брауне вернулся в Галле.
В 1943 году ему было присвоено звание оберштурмбаннфюрера СС. С 1943 по 1944 год возглавлял германскую службу академических обменов, до того как в январе 1945 году стал командиром полиции безопасности и СД в Осло.
Во время процесса по делу об айнзацгруппах Брауне давал показания о массовом убийстве: «Так как был приказ фюрера,  вермахт заявил: „Мы хотим чтобы это было закончено до Рождества”. Вероятно, вермахт опасался голода с сотнями тысяч убитых». На вопрос прокурора, что случилось с евреями, которые были арестованы во время облав, Брауне ответил: «Они, как и другие евреи, были расстреляны.»
10 апреля 1948 года Брауне был приговорён к смертной казни через повешение. 7 июня 1951 года приговор был приведён в исполнение в Ландсбергской тюрьме. Его вдова распорядилась похоронить его тело на общинном кладбище в Эслау. Из семи казнённых 7 июня 1951 года только Освальд Поль и Эрих Науман были похоронены на кладбище Шпёттингер, принадлежавшем Ландсбергской тюрьме.

## Награды
- Шеврон старого бойца
- Почетная шпага рейхсфюрера СС
- Кольцо «Мёртвая голова»
- Крест «За военные заслуги» 2-го класса с мечами[10]
- Орден Звезды Румынии, офицерский крест (15 января 1943)[10]